# Музыка Антигуа и Барбуды
Музыка Антигуа и Барбуды в основном носит африканский характер, и европейские стили повлияли в незначительной степени на неё из-за того, что население Антигуа и Барбуды происходит в основном от западноафриканцев.
Антигуа и Барбуда является вторым домом для многих панкарибских жанров популярной музыки. Здесь родились звёзды калипсо, сока, стилдрама, зука и регги. Из них стилдрам и калипсо — самые неотъемлемые части современной популярной музыки Антигуа; оба стиля заимствованы из музыки Тринидада и Тобаго.
Помимо этого, на Антигуа и Барбуде почти не проводилось никаких музыкальных исследований. В результате многие знания по этой теме получают из романов, очерков и других вторичных источников.

## История
Документированная музыка на Антигуа и Барбуде началась только с открытия Христофором Колумбом в 1493 году Антигуа, населенном араваками и карибами. Однако старинная музыка островов до сих пор остается малоизученной. В 1780-х годах существовала документация для африканских работников, участвующих в уличных танцах в сопровождении инструментов банджар и тумбах (позже тум тум). В 1840-е годы были обычным явлением сложные подписные балы, которые проводились раз в две недели с европейскими кадрилями, сопровождаемыми скрипкой, бубном и треугольником.
Церкви колониальной эпохи и миссионерская деятельность вытеснили музыку африканских рабов, которые переняли элементы европейской религиозной музыки и повлияли на неё. Важным примером являются духовые оркестры Армии спасения. В середине и конце XIX века несколько португальских наемных рабочих приехали на Антигуа, привезя с собой свои музыкальные стили. Когда большая часть португальцев уехала в 1880-х годах, на остров иммигрантами-ливанцами была привезена ливанская музыка.

## Фолк-музыка
В период французского колониального правления африканским рабам было запрещено праздновать карнавал; они продолжали делать это тайно, дома. Там развился афро-карибский стиль ударных музыкальных инструментов, танец и песни под названием бенна. Позже в народной музыке Антигуа и Барбуды преобладали тринидадские калипсо и стилпэн.
Большинство форм современной музыки Антигуа и Барбуды не являются коренными для островов и были импортированы из Франции, Великобритании, США, Ямайки и Тринидада. Колониальные танцевальные стили, такие как хайленд и кадриль, остаются популярными в африканизированной форме. Утрата антигуанских традиций может быть приписана отсутствию, влиянию могущественной семьи Кодрингтонов, относительно единой африканской этнической идентичности, отсутствию африканской иммиграции после пика ввоза рабов, британского военного присутствия на Ширли-Хайтс и современной истории нестабильной экономики и государственного управления.

### Рождественский фестиваль в старину
Рождественский фестиваль в старину был культурно значимым праздником, замененным в 1957 году карнавалом в стиле Тринидада. Рождественский фестиваль Антигуа включал в себя несколько элементов, которые были приняты в современный карнавал.

### Бенна
Бенна — популярная антигуанская народная песня, которая появилась после запрета рабства. Песни обычно были сосредоточены на скандальных и непристойных слухах и сплетнях и были в форме призыва и ответа с лидером и аудиторией. Популярность бенны и её сходство с калипсо помогли острову воспринять появление этого жанра. Исполнитель King Short Shirt попытался возродить бенну, выпустив свой альбом 1977 года «Harambee».
К началу XX века он стал средством народного общения, распространения новостей и репортажей со всего острова. В 1940-х и 50-х годах импровизационный певец-бенна по имени Джон «Куарку» Томас пел самые свежие истории о юридических скандалах и сексуальных отношениях высших слоев общества. В конце концов он был заключен в тюрьму из-за текста песни «Cocoatea», в которой рассказывалось о дочери уважаемого гражданина, и её тайной беременности в монастыре.

### Популярная музыка
В других популярных музыкальных жанрах Антигуа наиболее известна старейшей и самой успешной сока-группой Burning Flames, которая на протяжении многих лет претендовала на звание роуд-марша, последний раз в 2005 году. Другим известным антигуанским музыкантом был Патрик «Джонни» Гомес, который работал, среди многих других, на калипсо-гиганта Майти Своллоу. Самым известным коренным музыкантом Антигуа и Барбуды может быть Оскар Мейсон, чей сын О’Нил также является известным тромбонистом. Организация «Игроки Сообщества Антигуа» действует более 52 лет, исполняя различные музыкальные постановки во многих стилях, включая народную песню Антигуа бенна.

### Карнавал
Антигуанский карнавал — это праздник музыки и танцев, который проводится ежегодно с конца июля до первого вторника августа. Самый важный день — это праздник j’ouvert (или juvé), во время которого латунные и стальные оркестры выступают для большей части населения острова.
арнавалы Антигуа и Барбуды заменили «Рождественский фестиваль в старину» в 1957 году, надеясь вдохновить туристов на свой остров. Некоторые элементы рождественского фестиваля остаются в современных празднованиях карнавала, которые в остальном в значительной степени основаны на тринидадском карнавале. Автор Фрэнк Мэннинг утверждал, что это изменение, от местных традиций к элементам, ориентированным на туристов, привело к тому, что жители Антигуа стали «позициями обслуживающего персонала […], лишив культуру её естественной целостности и истории».

### Калипсо
Калипсо пели повсюду в англоязычных странах Карибского бассейна и использовали как платформу для социальных и политических комментариев, используя сложные метафоры и фольклорные ссылки, чтобы скрыть их значение от посторонних. Позже, начиная с 1960-х годов, был разработан популярный вид калипсо для использования в туристических отелях. Первыми калипсонианцами отеля были Black Shirt, Skeetch и Dadian, которым аккомпанировал струнный ансамбль из двух гитар и бас-гитары.
В 1957 году стали проводиться Карнавал Антигуа и Соревнования Короля антигуанского калипсо. Тогда также наблюдался рост патриотических калипсов, ориентированных на зарождающееся чувство победоносного национализма на волне растущей автономии. К середине 1960-х два конкурирующих калипсонианца доминировали на антигуанской сцене, Zemaki и Лорд Канарейка. В 1970-х и 1980-х годах их конфликт был увековечен как соперничество King Short Shirt и Swallow. В середине 1980-х годов появились Burning Flames, победившие в роуд-марше с «Styley Tight» в 1985 году. Они добились общекарибского признания.